# شرفي آل سليم
شرفي آل سليم، لاعب كرة قدم سعودي، لعب سابقاً في نادي الأخدود.